# لو پتی-آبرژمان
لو پتی-آبرژمان (به فرانسوی: Le Petit-Abergement) یک کمون در فرانسه است که در Canton of Brénod واقع شده‌است.

## خصوصیات
لو پتی-آبرژمان ۲۶٫۹۵ کیلومترمربع مساحت و ۱۴۱ نفر جمعیت دارد.